# Карвар
Карвар (англ. Karwar, канн. ಕಾರವಾರ) — город в индийском штате Карнатака. Административный центр округа Уттара-Каннада.

## География
Средняя высота над уровнем моря — 44 метра. 

## Население
По данным всеиндийской переписи 2001 года, в городе проживало 62 960 человек, из которых мужчины составляли 52 %, женщины — соответственно 48 %. Уровень грамотности взрослого населения составлял 80 % (при общеиндийском показателе 59,5 %). Уровень грамотности среди мужчин составлял 85 %, среди женщин — 75 %. 10 % населения было моложе 6 лет.

## Военное значение
Карвар — место базирования авианосца «Викрамадитья» и эсминца D64 «Кочи» (тип «Кольката» проект 15А).